# Луций Юлий Вописк Юл (трибун 403 пр.н.е.)
Вижте пояснителната страница за други личности с името Луций Юлий Вописк Юл.
Луций Юлий Вописк Юл (на латински: Lucius Iulius Vopiscus Iullus) e римски политик.
Произлиза от клон Юлий Юл на gens Юлии. Син е на Луций Юлий Юл (консул 430 пр.н.е.), внук на Вописк Юлий Юл (консул 473 пр.н.е.) и правнук на Гай Юлий Юл (консул 489 пр.н.е.). Брат е на Гай Юлий Вописк Юл (трибун 408 и 405 и цензор 393 пр.н.е.).
През 403 пр.н.е. Луций Юлий Вописк Юл е избран за консулски военен трибун. Негови колеги са Маний Емилий Мамеркин, Марк Квинтилий Вар, Луций Валерий Поцит, Апий Клавдий Крас и Марк Фурий Фуз.
Неговият син Луций Юлий Вописк Юл e консулски военен трибун през 401 пр.н.е.